# Rockerlån
Et rockerlån er et étårigt lån optaget i et dansk realkreditinstitut, og hvor lånet både er med kort variabel rente (rentetilpasningslån) og afdragsfrihed. Låntager betaler en samlet ydelse bestående af rente og bidrag samt gebyrer. Da der ikke betales afdrag, betaler låntager ikke af på den oprindelige gæld. Låntager skubber dermed hovedstolen foran sig uændret fra år til år. Lånets løbetid er på 1 år, dvs. hele lånet skal refinansieres og dermed erstattes af et nyt lån hvert år. Renten fastsættes ved de årlige refinansieringsauktioner og er dermed følsom for markedets aktuelle korte rente på tidspunktet for refinansiering. Låntager kan opleve, at ydelsen ændrer sig markant fra det ene år til det næste. Når den korte rente falder fra én refinansiering til den næste, vil låntager opleve, at der skal betales mindre i ydelse i det kommende år. Modsat vil en stigning i den korte rente betyde, at låntager skal betale mere i det kommende år. Sammenlignet med fastforrentede lån og lån med afdrag udgør renten en forholdsmæssigt stor del af ydelsen på et rockerlån. Rockerlånet bliver dermed mere rentefølsomt, og ydelsen kan mangedobles, hvis renten stiger kraftigt. På grund af udskydelsen af afdrag, den korte løbetid, rentens store andel af ydelsen og de hyppige refinansieringer betegnes lånet som et af de mest risikable blandt de danske realkreditlån. Finanstilsynet ønsker at begrænse de risikable lån og skærpede derfor i december 2014 sine krav til realkreditinstitutterne i den såkaldte tilsynsdiamant.